# 松沢哲郎
松沢 哲郎（まつざわ てつろう、1950年10月15日 - ）は、日本の動物心理学者・霊長類学者。学位は、理学博士（京都大学）。元・京都大学高等研究院特別教授・京都大学霊長類研究所兼任教授。愛媛県生まれ。

## 略歴

### 学歴
- 1969年 東京都立両国高等学校卒業[3]
- 1974年 京都大学文学部哲学科卒業[2]
- 1976年12月 京都大学大学院文学研究科博士課程中退
- 1989年 京都大学理学博士。論文の題は「Hierarchy of visual perception in a chimpanzee (Pan troglodytes)（チンパンジーの視知覚の階層）」[4]。

### 職歴
- 1976年12月 京都大学霊長類研究所助手[2]（心理研究部門（1993年4月、行動神経研究部門認知学習分野に改組））
- 1987年9月 京都大学霊長類研究所助教授[2]（心理研究部門）
- 1992年 京都大学霊長類研究所教授[2]（行動神経研究部門思考言語分野）
- 2006年4月 京都大学霊長類研究所所長[2]
- 2014年4月 日本モンキーセンター所長（教授と兼任）
- 2016年4月 京都大学高等研究院特別教授
- 2020年11月24日 研究所が解散される原因となる[5]研究資金約5億円の不正支出で研究院を懲戒解雇[6]
- 2021年4月28日 京都大学に対して地位確認と未払い給与の支払いを求める訴訟を提起[7]
- 2022年10月28日 京都大学が松沢らを相手取り、2億円の損害賠償などを求める訴訟を提起[8]

## 研究活動
同研究所で飼育されているアイたちチンパンジーに言葉を教えるプロジェクト（アイ・プロジェクト）などで知られ、現在はアイの子どもアユムとともに、チンパンジーでの世代間の文化伝達などを研究している。ギニアのボッソウ村付近に生息する野生チンパンジーの生態調査も並行して行っている。

## 受賞歴・叙勲歴
- 1991年 秩父宮記念学術賞[2]
- 1996年 中山賞特別賞[2]
- 1998年 日本心理学会研究奨励賞[2]
- 2001年 ジェーン・グドール賞[2]
- 2004年 中日文化賞[2][9]
- 2004年 日本神経科学会時実利彦記念賞[2]
- 2004年 紫綬褒章[2]
- 2011年 科学ジャーナリスト賞[2]および毎日出版文化賞[2]（『想像するちから』）
- 2013年 文化功労者[10]
- 2014年 日本心理学会国際賞特別賞[11]

## 著書
- 『ことばをおぼえたチンパンジー』薮内正幸絵 たくさんのふしぎ傑作集 福音館書店 1985
- 『チンパンジーから見た世界』認知科学選書 東京大学出版会 1991
- 『チンパンジー・マインド 心と認識の世界』岩波書店 1991「チンパンジーの心」岩波現代文庫
- 『チンパンジーはちんぱんじん アイとアフリカのなかまたち』岩波ジュニア新書 1995
- 『おかあさんになったアイ』講談社 2001、のち学術文庫
- 『進化の隣人チンパンジー』NHK人間講座 日本放送出版協会 2002
- 『アイとアユム: 母と子の700日』講談社 2002、のち講談社+α文庫
- 『進化の隣人ヒトとチンパンジー』岩波新書 2002
- 『想像するちから: チンパンジーが教えてくれた人間の心』岩波書店 2011

### 共編著
- 松本元共著『脳型コンピュータとチンパンジー学』ジャストシステム 1997
- 長谷川寿一共編『心の進化 人間性の起源をもとめて』岩波書店 2000
- 友永雅己・田中正之共編著『チンパンジーの認知と行動の発達』京都大学学術出版会 2003
- 編『人間とは何か チンパンジー研究から見えてきたこと』岩波書店 2010
- 金矢真美編『なつ教授の霊長類学入門３ : 松沢教授の特別講義「山が教えてくれたこと」』 (知は力なり！シリーズ)    エトヴァス・ノイエス 2017

### 翻訳
- エドワード・O・ウィルソン『社会生物学』第5巻 思索社 1985
- ジェーン・グドール『野生チンパンジーの世界』杉山幸丸と監訳 ミネルヴァ書房 1990
- グドール『チンパンジー』日本語版監修・訳 くもん出版 1994 大自然の動物ファミリー
- グドール,フィリップ・バーマン 『森の旅人』上野圭一訳 監訳 角川書店 2000

## 論文
- CiNii>松沢, 哲郎